# Mimi Morales
Mimi Morales (11. travnja, 1976. – Cartagena de Indias, Kolumbija) kolumbijska je glumica i model. Hrvatskim je gledateljima najpoznatija po ulozi Altagracije Sandoval u kolumbijskoj telenoveli Doña Bárbara.

## Filmografija

### Televizijske uloge
| Godina | Telenovela         | Uloga               |
| ------ | ------------------ | ------------------- |
| 2009.  | Najljepši urok     | Esperanza Capurro   |
| 2008.  | Doña Bárbara       | Altagracia Sandoval |
| 2005.  | Mujeres asesinas   | -                   |
| 2003.  | La Marca del Deseo | María Soledad       |

### Filmske uloge
| Godina | Film                   | Uloga |
| ------ | ---------------------- | ----- |
| 2011.  | Lecciones para un Beso | Lena  |